# Takeshi Watanabe (drummer)
Takeshi Watanabe (Japans: 渡辺剛, Watanabe Takeshi, 7 juli 1952) is een Japanse jazzdrummer.
Watanabe kreeg les van Motohiko Hino en later ook van Billy Hart, Jimmie Smith en Alan Dawson. Hij speelde van tot 1979 bij Yoshio Ikeda (Anemophilous Flower, 1979). Hierna werkte hij tot 1981 bij Isao Suzuki en vervolgens bij Eiji Kitamura (A Day in Jazz Vol. 2, 1982). In de late jaren 70 was hij betrokken bij opnames van Masako Miyazaki, het Terry Herman Trio (bestaande uit Teru Sakamoto en Takao Neichi), Koji Moriyama en Hozan Yamamoto/Karl Berger (Again and Again, JVC 1985).